# Apnée

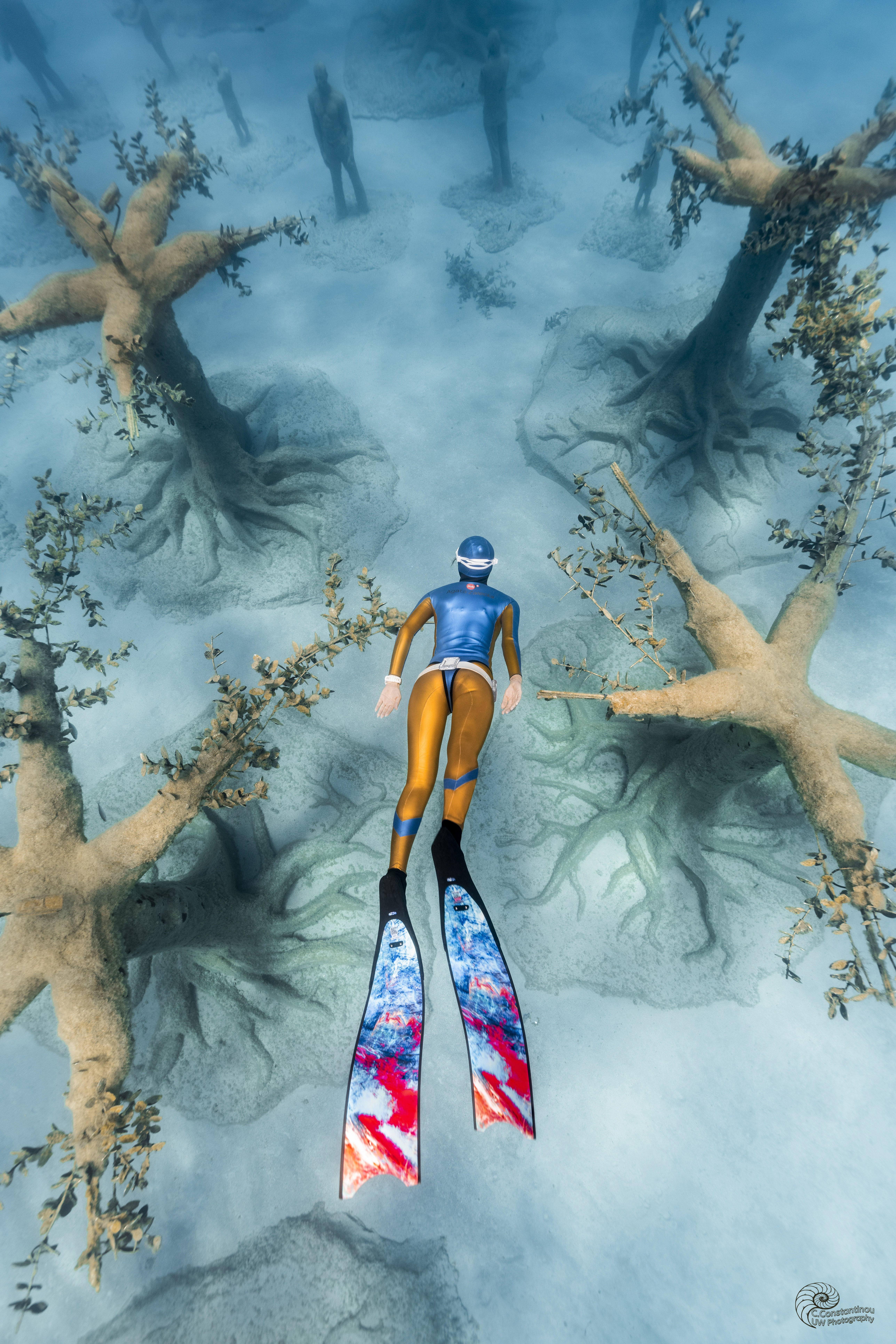
La plongée en apnée, une activité de loisir utilisant l'apnée de manière volontaire.

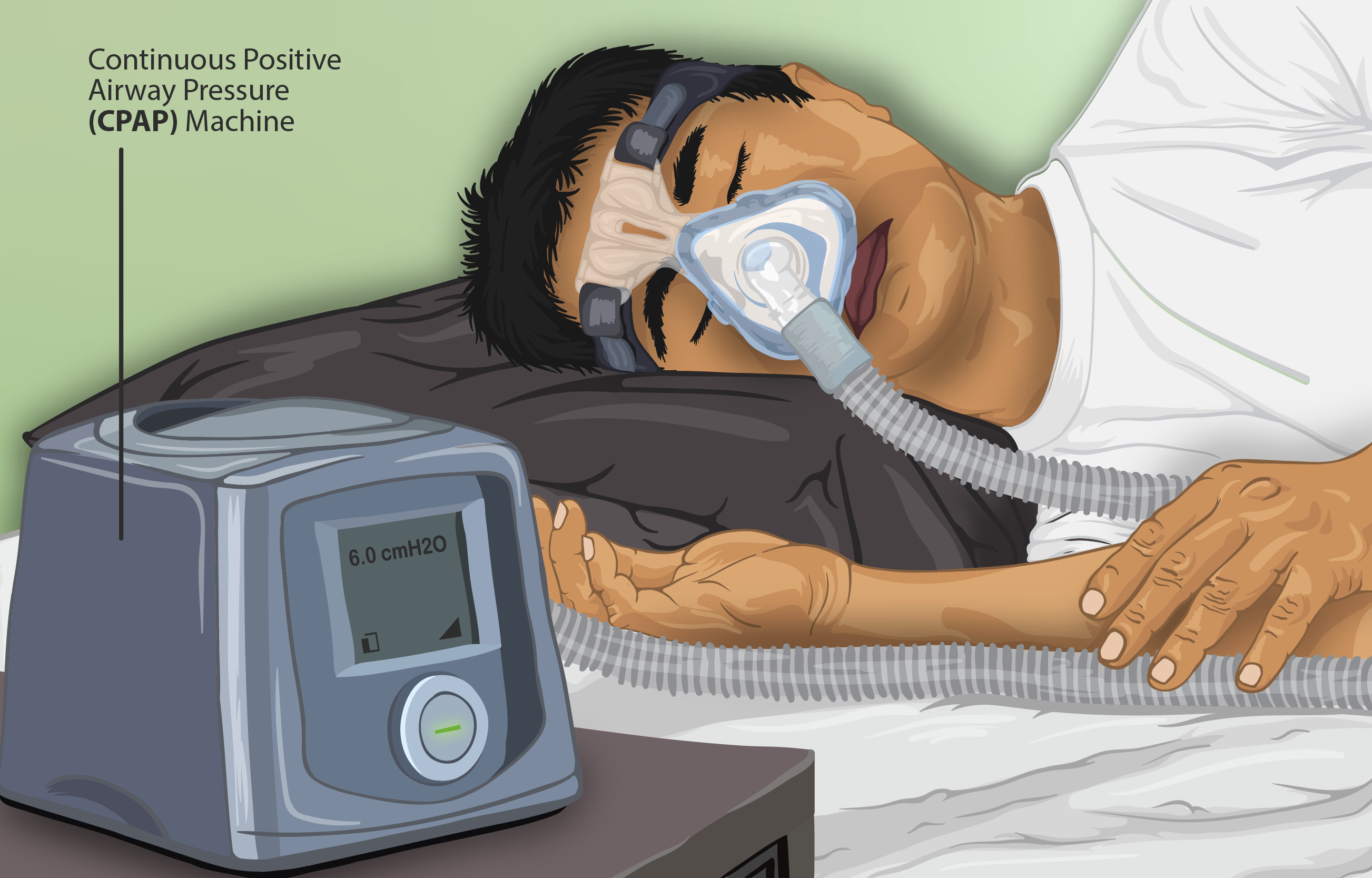
Représentation d'un patient souffrant du syndrome d'apnée du sommeil, une forme pathologique d'arrêts ventilatoires liée principalement à l'obésité.

Pour les articles homonymes, voir Apnée (homonymie).
L'apnée (du grec pnein, « respirer », et du préfixe privatif a-) est l'arrêt de la ventilation pulmonaire. L'apnée peut être volontaire et maîtrisée dans le cadre de la plongée en apnée, principal sens du mot dans l'usage courant. Sa pratique est alors bénéfique pour la santé humaine. C'est également le cas de l'apnée pratiquée lors d'exercices de gestion du stress ou du pranayama yoga. L'apnée peut également être réflexe lors d'une immersion involontaire dans l'eau. Enfin, elle peut être involontaire et pathologique dans le cadre du syndrome d'apnée du sommeil.
Dans le domaine médical, on parle aussi d'arrêt respiratoire ou d'arrêt ventilatoire.

## Apnée volontaire

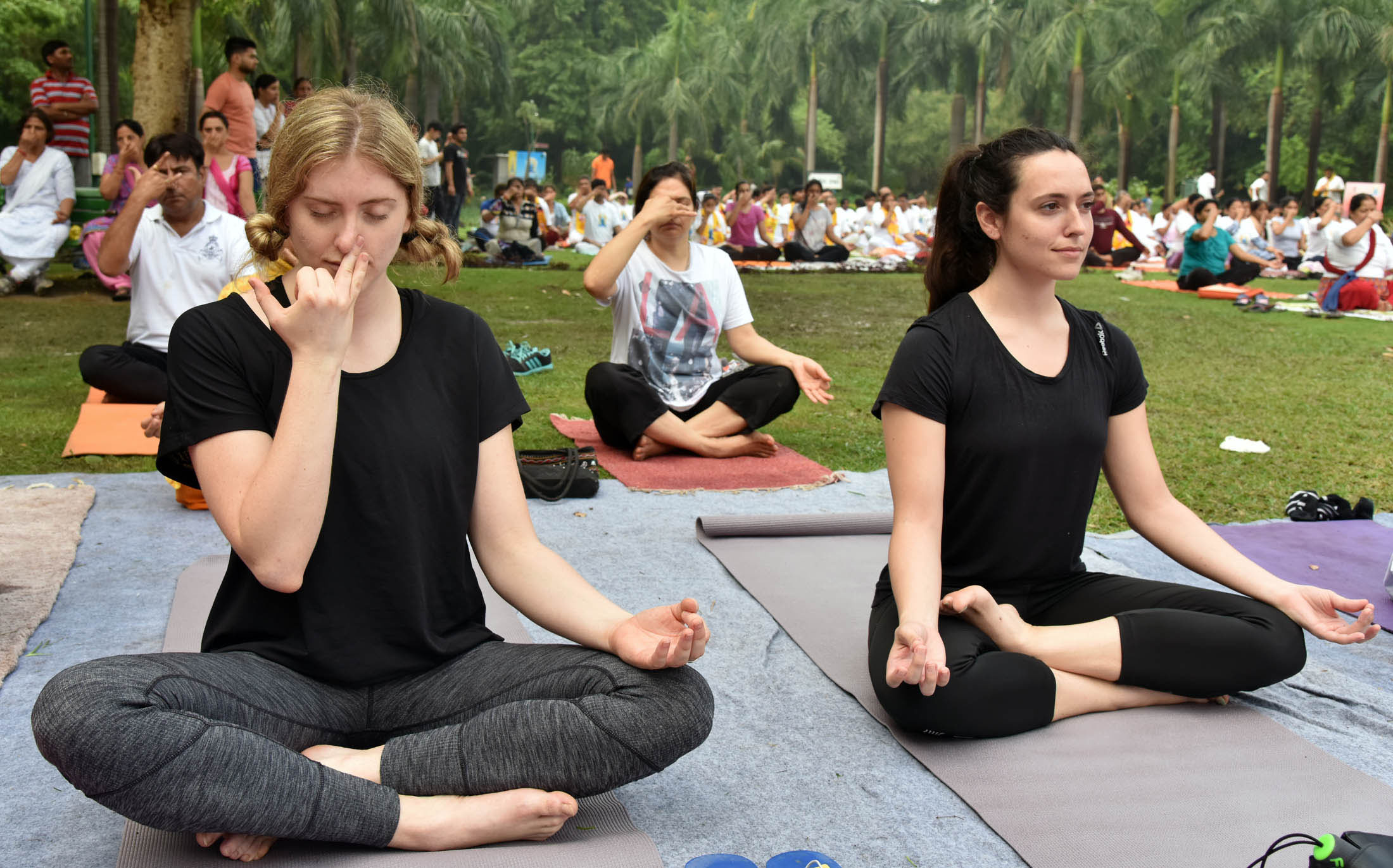
Cours de pranayama yoga dans lequel les participants pratiquent volontairement des apnées.

L'apnée volontaire peut être utilisée pour la relaxation, le loisir ou pour protéger les voies aériennes contre un milieu incommodant ou non respirable. L'homme utilise ainsi volontairement ses capacités d'apnée :
- lors d'une plongée en apnée qui est la forme de plongée naturelle chez l'homme et l'ensemble des mammifères, déclenchant leur réflexe d'immersion ;
- lors d'exercices respiratoires volontaires comme dans le pranayama yoga ou d'autres exercices visant à la détente ou à la gestion du stress ;
- lors de la pratique de la natation ;
- face à une odeur incommodante, pour se protéger d'un gaz toxique (intervention d'urgence dans un milieu empoisonné ou une fumée, par exemple pour un dégagement d'urgence) ou afin de ne pas inhaler de la poussière.

## Apnée réflexe

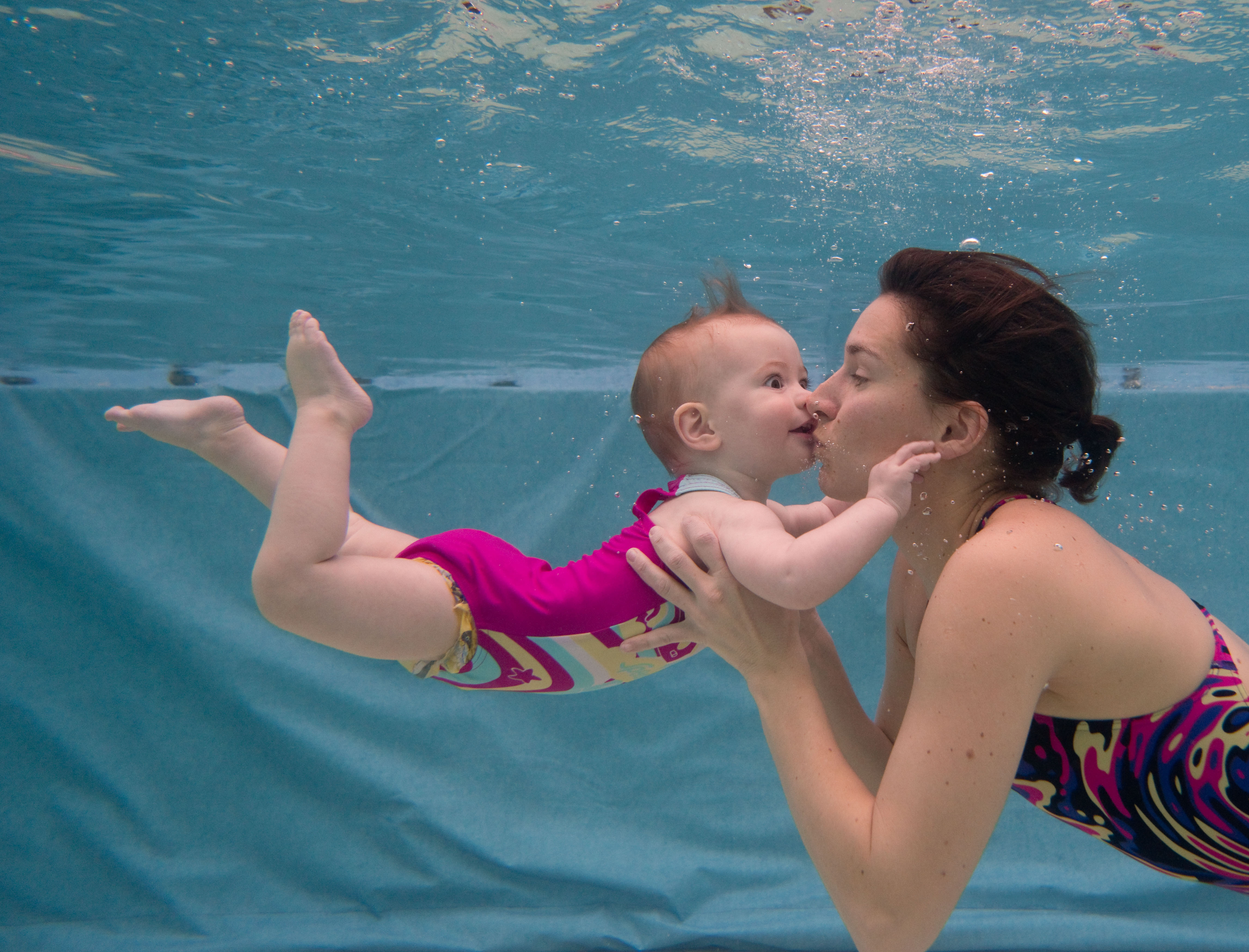
Comme pour les autres mammifères, le réflexe d'apnée est inné chez le nourrisson.

Le réflexe d'apnée est inné chez les petits des mammifères, y compris chez l'homme. Il fait partie, de manière plus large, du réflexe d'immersion chez les mammifères. D'autres fonctions nécessitent également une interruption de la ventilation pulmonaire. L'apnée peut ainsi être un réflexe inconscient :
- lors d'une immersion accidentelle dans l'eau ;
- lors de la déglutition pour protéger les voies respiratoires ;
- pendant la discussion, la lecture à voix haute ou le chant pour permettre les phrases longues ;
- lors d'efforts musculaires intenses sollicitant les muscles abdominaux.

## Apnée pathologique
L'arrêt de la ventilation pulmonaire pathologique peut avoir plusieurs causes :
- arrêt cardiaque : c'est la cause la plus fréquente d'arrêt respiratoire spontané chez l'adulte ;
- syndrome d'apnées du sommeil ;
- dépression respiratoire par action d'un toxique (par exemple les opiacés et les dérivés morphiniques) ou lors d'une anesthésie ;
- arrêt respiratoire consécutif à la pénétration d'eau dans les voies aériennes (noyade) ;
- l'obstruction des voies aériennes :
  - par un corps étranger (morceau de nourriture trop gros, objet porté à la bouche par un enfant),
  - par un tissu des voies respiratoires supérieures (langue, palais mou).

Dans le cas d'une obstruction par un corps étranger, la victime est habituellement consciente et affolée, elle tente de respirer mais n'y arrive pas. Elle ne parvient à émettre ni son, ni cri, ni râle. Une libération des voies aériennes (par tapes dans le dos, méthode d'Heimlich, méthode de Mofenson) est généralement pratiquée. Si les manœuvres échouent, la victime tombe alors inconsciente. 
Dans les autres cas, la victime d'un arrêt respiratoire perd généralement conscience, elle ne bouge pas et ne répond pas lorsqu'une personne la sollicite. Elle ne présente aucun mouvement ventilatoire malgré une libération des voies aériennes (voir l'article détaillé Bilan (premiers secours)).
La prise en charge des arrêts respiratoires varie en fonction du pays et de l'époque. Ainsi, il a été recommandé en France jusqu'en 2011 de ne pratiquer que la ventilation artificielle si la personne réagissait aux insufflations (toux, mouvements), et l'on distinguait alors plusieurs cas selon la cause supposée de l'arrêt ventilatoire. Avant 2001, on enseignait également à prendre le pouls pour vérifier l'absence de circulation sanguine. Ces recommandations ont aujourd'hui été abandonnées.